# David E. Kaiser

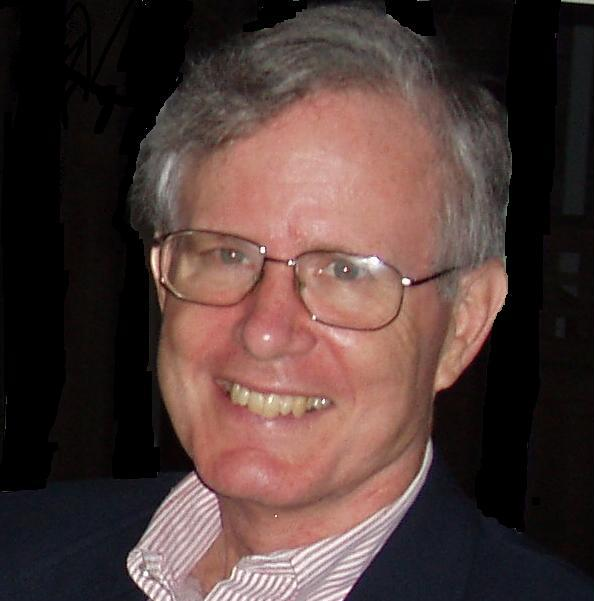
David E. Kaiser

David E. Kaiser (* 1947) ist ein amerikanischer Historiker.
Er erwarb 1976 seinen PhD an der Harvard University.
Er lehrte an der Carnegie Mellon University, Williams College und Harvard University. Derzeit ist er am Department of Strategy and Policy des Naval War College.

## Veröffentlichungen
- Economic Diplomacy and the Origins of the Second World War: Germany, Britain, France, and Eastern Europe, 1930-1939; 1981
- Postmortem: New Evidence in the Case of Sacco and Vanzetti; 1985
- Politics and War: European Conflict from Philip II to Hitler; 1990
- Epic Season: The 1948 American League Pennant Race; 1998
- American Tragedy: Kennedy, Johnson, and the Origins of the Vietnam War; 2000
- The Road to Dallas: The Assassination of John F. Kennedy; 2008
- No End Save Victory: How FDR Led the Nation into War. Basic, New York 2014, ISBN 978-0-465-01982-3.